# 4627 Pinomogavero
4627 Pinomogavero eller 1985 RT2 är en asteroid i huvudbältet som upptäcktes den 5 september 1985 av den belgiske astronomen Henri Debehogne vid La Silla-observatoriet. Den är uppkallad efter Giuseppe Mogavero.
Asteroiden har en diameter på ungefär 10 kilometer och den tillhör asteroidgruppen Koronis.